# دخيل عبري
الدخيل العبري هو اللفظ الدخيل المستعمل في العربية وأصله مأخوذة من اللغة العبرية.

## اللغات السامية
تشترك العبرية والعربية والسريانية في أصل واحد، يُسمى اصطلاحاً اللغة السامية، لذلك ليس يسيراً أن يُعرف أصل الكلمات في هذه المجموعة السامية، لأن بعضها يُعدّ من المشترك اللغوي وبعضها مما تنفرد به كل لغة.

## الدخيل في فلسطين
دخلت كلمات عبرية إلى العربية من جراء الاحتلال الإسرائيلي لفلسطين، وقد مر الدخيل بثلاث مراحل:
- مرحلة التردد: منذ عام 1948 إلى 1967 حين نشأت دولة إسرائيل وأصبح الاطلاع على شيء من لغتهم أمراً واقعاً ولكن أكثر الفلسطينيين قد نشأوا قبل ذلك على العربية.
- مرحلة التحدي: منذ عام 1967 حتى 1982، فيها أتقن كثير من المثقفين الفلسطينيين اللغة العبرية، فتسرب التأثر إلى العربية العامية والمكتوبة.
- مرحلة الثنائية: منذ عام 1982 حتى الآن، حين أصبح تعلم العبرية السبيل للحصول على بعض الوظائف.[4][5]

وكما دخلت كلمات عبرية إلى العرب الفلسطينيين، فقد أدخل العرب الفلسطينيون كلمات عربية كثيرة إلى المجتمع العبري.

## أمثلة
- يهوه
- آمين
- هللويا
- حنوكه
- جماره
- قبالة
- يوم كفور
- كشروت
- مدرش
- مشيح
- روش هشنه
- فوريم.[بحاجة لمصدر]
- جبرائيل
- ميكائيل

## وصلات خارجية
- كلمات عبرية كثيرة الاستعمال من فلسطينيو الـ 48
- اللغة العربية وتأثيرها على العرب الفلسطينيين